# Fotorespirace
Fotorespirace (světelné dýchání rostlin) je proces, při němž rostlina přijímá kyslík a produkuje CO2. Probíhá na světle.
Při fotorespiraci se na rozdíl od mitochondriální respirace neuvolňuje ATP (energie), ale dochází ke štěpení meziproduktů fotosyntézy, produkci oxidu uhličitého a tím ke ztrátám na substrátu a energii. Rostliny takto mohou ztrácet 20–40 % přijatého CO2.
Fotorespirace je způsobena karboxylačně-oxidační aktivitou enzymu RuBisCO (ribulosa-1,5-bisfosfátkarboxylasa/oxygenasa), která je za běžných podmínek v poměru asi 4:1, ale při nízkých koncentracích CO2 a vysokých koncentracích O2, může převládnout oxidační aktivity.
Fotorespirace převažuje u C3 rostlin.

## Metabolismus

Náhled schématu cyklu fotorespirace

Fotorespirace je zapříčiněna oxygenasovou aktivitou enzymu Rubisco. Navázáním kyslíku na ribulosa-1,5-bisfosfát vznikne pětiuhlíkatý meziprodukt. Není stálý a rozpadá se na 3-fosfoglycerát (3 atomy uhlíku) a 2-fosfoglykolát (2 atomy uhlíku). Tříuhlíkatý produkt vstoupí do Calvinova cyklu, zatímco dvouuhlíkatý je dále metabolizován a může být využit k syntéze některých látek (aminokyselin). Většina je však rozložena až na CO2.
Na rozdíl od fotosyntézy neprobíhá fotorespirace pouze ve chloroplastech, ale jednotlivé fáze se uskutečňují v chloroplastech, cytosolu, peroxisomech a mitochondriích.
V chloroplastech vzniklý 2-fosfoglykolát za pomoci fosfoglykolátfosfatasy odštěpí zbytek kyseliny fosforečné za vzniku glykolátu. Glykolát přejde do peroxisomu, kde je glykolátoxygenasou oxidován na glyoxalát za vzniku peroxidu vodíku, který je katalasou rozložen na kyslík a vodu. (Glyoxalát může být dále oxidován na oxalát.) Glyoxalát se transaminační reakcí přemění na glycin. V mitochondriích ze dvou molekul glycinu vzniká jedna molekula serinu a odštěpí se CO2. Serin se v peroxisomech transaminací přemění na hydroxypyruát, který je následně hydroxypyruátreduktasou za spotřeby NADPH redukován na glycerát. Glycerát se v cytosolu glycerátkinasou za spotřeby ATP fosforyluje na 3-fosfoglycerát, který se zapojí v chloroplastu do Calvinova cyklu.
Výsledkem složitého fotorespiračního cyklu je plýtvání částí asimilátů a ATP vytvořených fotochemickými reakcemi.

## Podmínky fotorespirace
Míra fotorespirace je ovlivněna několika faktory. Mezi nejvýznamnější patří koncentrace oxidu uhličitého, teplota a osvětlení.
Při vyšší parciální koncentraci CO2 se zvyšuje fotosyntéza.
Při vyšší teplotě a radiaci se zvyšuje fotorespirace.

## Význam fotorespirace
Funkce fotorespirace není s určitostí známa.
Podle jednoho z předpokladů je fotorespirace evolučně zastaralá. Způsobuje totiž ztráty substrátu a energie. Praatmosféra, ve které se rostliny původně vyvíjely, obsahovala malé množství kyslíku, a proto podle této teorie nebyla evoluce enzymu Rubisco ze začátku ovlivněna soutěžením oxidu uhličitého s kyslíkem.
Další teorie říká, že fotorespirace je jakási „pojistka“, která chrání rostlinu před reakcemi přebytečného ATP a NADPH s kyslíkem a před vznikem volných radikálů. Ty totiž mohou poškozovat metabolické funkce buněk napadáním lipidů nebo sloučenin různých metabolických drah.
Předpokládá se, že fotorespirace zabraňuje poškození fotosyntetického aparátu fotooxidačními reakcemi, které by mohly být způsobeny přeměnou pohlcené světelné energie při nedostatečné koncentraci CO2. Tato hypotéza je podpořena pozorováním, že v nepřítomnosti CO2 a O2 způsobí silné osvětlení chloroplastů rychlou a nevratnou ztrátu fotosyntetické aktivity.

## Adaptace
Některé rostliny dokázaly v průběhu evoluce potlačit fotorespiraci a tím zabránit ztrátám. Jedná se například o tzv. C4 rostliny. Ty pomocí speciální metabolické dráhy (Hatch-Slackův cyklus) nakumulují oxid uhličitý a tím fotorespiraci minimalizují. K tomu je ale potřeba větší množství energie a proto jsou C4 rostliny většinou teplomilné a tropické druhy. Patří mezi ně například kukuřice.